# KISS Psycho Circus: The Nightmare Child
Kiss: Psycho Circus: The Nightmare Child — компьютерная игра в жанре шутера от первого лица, разработанная Third Law Interactive и изданная Gathering Of Developers 18 июля 2000 года, в которой игрок берёт на себя роль одного из участников группы Kiss. Игра основана на серии комиксов Брайана Холгуина Kiss: Psycho Circus.

## Сюжет
Группа из четырёх музыкантов приезжает в небольшой город, чтобы дать концерт. Однако местная гадалка приглашает их к себе и рассказывает об опасности, которая надвигается на Мир. В другой реальности должно пробудиться чудовище, под названием «Дитя Кошмара», которое уничтожит всю Вселенную. А в это время четыре царства (стихии) были захвачены его слугами: монстрами, демонами и сатанистами. Гадалка просит помочь, и, не имея выбора, все четверо соглашаются отправиться в другую реальность, чтобы найти доспехи аватара Древних, получив при этом их могущество, и уничтожить Дитя Кошмара. Каждый персонаж берёт на себя одну стихию, и вместе с тем, силу одного аватара Древнего.

## Игровой процесс

### Персонажи

#### Главные герои
В игре вам предстоит играть четырьмя героями (основанными на участниках группы «Kiss»), каждый из которых является защитником своей стихии и представителем божеств.
Персонажи:
- Пабло Рамирес (Pablo Ramirez) — прототип Пол Стэнли (Paul Stanley) — Звёздный Герольд, принц сердец (The Starbearer — Prince of Hearts), защитник стихии «вода».
- Патрик Скотт (Patrick Scott) — прототип Питер Крисс (Peter Criss) — Повелитель Тварей, бог охоты (The Beast King — Lord of the Hunt), защитник стихии «земля».
- Энди Чанг (Andy Chang) — прототип Эйс Фрейли (Ace Frehley) — Небожитель, отпрыск космоса (The Celestial — Scion of the Cosmos), защитник стихии «воздух».
- Гейб Гордо (Gabe Gordo) — прототип Джин Симмонс (Gene Simmons) — Демон, повелитель пустоши (The Demon — Lord of the Wasteland), защитник стихии «огонь».

#### Помощники
- Мадам Рэйвен (Madam Raven) — гадалка от лица которой ведётся повествование, помогает главным героям в их борьбе со стихиями и информирует о местности, которую героям предстоит преодолеть, чтобы заполучить часть доспехов, для своих целей использует хрустальный шар.

#### Боссы
- Фортунадо Летуаль (Fortunado L’Etoile) — Цирковой клоун, бой ведёт перемещаясь прыжками по кругу под куполом цирка, в качестве оружия использует кегли для боулинга, которые после броска сталкиваясь с землёй взрываются. Финальный босс при игре за Звёздного Герольда.
- Тиберий Маклир (Tiberius MacLir) — Минотавр, бой ведёт бодаясь, в качестве оружия использует хлыст. Финальный босс при игре за Повелителя Тварей.
- Мэттью Старгрейв (Matthew Stargrave) — Акробат, бой ведёт передвигаясь на ходулях, в качестве оружия использует электро-напульсники, которые стреляют потоками электрического тока. Финальный босс при игре за Небожителя.
- Джонатан Блэквелл (Johnathon Blackwell) — Дрессировщик, бой ведёт телепортируясь при помощи шляпы-котелка, в качестве оружия использует трость, с помощью которой вызывает взрывы и стреляет огнём. Финальный босс при игре за Демона.

### Дитя кошмара
- Дитя Кошмара (The Nightmare Child) — главный босс всей игры, предстаёт в игре в виде зародыша в доспехах с торчащими шипами, позднее в виде скорпионо-образной головы, в качестве оружия использует импульсы энергии схожей с электрическим током. Является в игре общим финальным боссом (можно выбрать любого персонажа). Для сражения с ним требуется пройти сюжетную кампанию за каждого персонажа.

### Броня
В самом начале первого уровня любого персонажа можно найти перчатки, которое дают некоторую защиту и холодное оружие (у каждого героя холодное оружие индивидуально). По ходу игры собирается полный костюм. Он состоит из 6 частей:
- Перчатки
- Сапоги
- Пояс
- Кираса
- Наплечники
- Маска

### Оружие
Каждый герой имеет индивидуальное холодное и мощное оружие. Холодное оружие приобретается с перчатками, а мощное надо найти в игре.
Холодное оружие
- Звёздный Герольд — меч.
- Повелитель Тварей — когти.
- Небожитель — высоковольтные перчатки.
- Демон — Алебарда.

Супер-оружие
- Звёздный Герольд — звезда, вызывающая мощный взрыв.
- Повелитель Тварей — копьё, вызывающие вибро-волны.
- Небожитель — атомная ракетница, вызывающая дыру в пространстве, в которую затягивает всех врагов.
- Демон — дракон (сидящий на плече), который стреляет потоком лавы.

Ещё есть 4 универсальных оружия — по ходу игры каждый персонаж получит все из них, но в разном порядке. Первое полученное из них соответствует стихии и стилистике текущего персонажа:
- Звёздный Герольд — пулемёт.
- Повелитель Тварей — кнут (с помощью которого можно хвататься за кольца и перемещаться на большие расстояния).
- Небожитель — ракетница.
- Демон — ружьё.

## Оценки игры
| Сводный рейтинг       | Сводный рейтинг            |
| Агрегатор             | Оценка                     |
| --------------------- | -------------------------- |
| GameRankings          | 70,95 % (PC) 51,91 % (SDC) |
| Русскоязычные издания |                            |
| Издание               | Оценка                     |
| «Игромания»           | 8,0/10                     |